# Lac aux Feuilles
Pour les articles homonymes, voir Feuille (homonymie).
Le lac aux Feuilles est un plan d'eau salé du territoire non organisé de Rivière-Koksoak, dans la région administrative du Nord-du-Québec, au Québec, au Canada.

## Géographie
Le lac aux Feuilles s'étend sur 611 km² près du littoral ouest de la baie d'Ungava. D'une largeur de 36 km et d'une longueur de 55 km, ce plan d'eau situé à 110 km au nord-ouest de Kuujjuaq, constitue un élargissement de la rivière aux Feuilles. Il est situé près de l'embouchure de cette dernière et comporte plusieurs îles, presqu'îles et baies. Les principales baies de ce lac au rivage accidentée sont : baies Profonde, Sèche et aux Baleines.
| Géographie du "lac aux Feuilles" - Rive Nord (de l'Ouest vers l'Est) |                         |                |                                        |
| Anse - Baie                                                          | Tributaire              | îles           | Cap - Pointe                           |
| Baie des Arpenteurs                                                  | Rivière Mannic          |                |                                        |
| Anse aux Refuges                                                     | Décharge du lac Luc     |                | Cap Qulussuit                          |
| Baie aux Baleines (sous-baie : Tulagiaq)                             | Rivière Buron           | Îles Piliuliit | Pointe Kennedy et Pointe de l'Algerine |
| Baie ?                                                               | Décharge du lac Raymond |                |                                        |
| Baie ?                                                               | Décharge du lac Lucille |                |                                        |

| Géographie du "lac aux Feuilles" - Rive Sud (de l'Est vers l'ouest) |                                                     |                                            |                                     |
| Anse - Baie                                                         | Tributaire                                          | îles                                       | Cap - Pointe                        |
| Baie Boulder                                                        |                                                     |                                            |                                     |
| Baie ?                                                              | Rivière Conefroy                                    |                                            | Pointe Spur                         |
| Anse du Comptoir                                                    | Rivière Compeau (tributaire : rivière Tasikkuminai) | Îles : Qikirtakutaaq, Radisson, Silillavik | Pointe : Umiakkuvik, Cooper et Mary |
| Baie Ungavatuaq (sous-baie de la baie Sèche)                        | Rivière Deharveng (tributaire : riv. Sanirqitik)    | Îles : Pikiuliruluit, Radisson             |                                     |
| Baie Ungavatuarusik (sous-baie Sèche)                               | Rivière Ungavatuarusik                              |                                            |                                     |
| Baie Profonde                                                       | Rivière Bérard (tributaire : rivière aux Phoques)   | îles : Rowe, Mandarin, Qikirtakallaaluk    |                                     |
| Baie Rouge                                                          |                                                     |                                            |                                     |

Le "lac aux Feuilles" se décharge vers l'est par un large détroit (désigné "Passage aux Feuilles") interconnecté avec le littoral Est de la baie d'Ungava.

## Toponymie
Jadis, les Naskapis utilisation l'appellation "Nepihjee" pour désigner la rivière aux Feuilles. Ce mot est formé à partir de "niipii", signifiant "feuille" ou "fleur". Publié en 1900, la carte illustrant les rapports de R. Bell et de Albert Peter Low, fait référence à Leaf Lake.
Le Dictionnaire des rivières et lacs de la province de Québec de 1914 indique que le "lac des Feuilles" est une «nappe d'eau salée qui communique avec la baie d'Ungava par une passe étroite et profonde bordée de hautes falaises. Ce lac a près de cinquante milles de long et dix de large.»
Dès 1914, l'appellation amérindienne de ce plan d'eau est traduite par "lac des Feuilles", indiquant ainsi que la toponymie s'est implantée peu après la constitution du Nouveau-Québec. La municipalité du village nordique de Tasiujaq, située sur sa rive ouest, a été constituée le 2 février 1980. Ce toponyme inuit signifie qui "ressemble à un lac".
Le toponyme "Lac Aux-Feuilles" a été officialisé le 5 décembre 1968 à la Banque des noms de lieux de la Commission de toponymie du Québec.